# Jarosław Urbaniak
Jarosław Piotr Urbaniak (ur. 7 sierpnia 1966 w Ostrowie Wielkopolskim) – polski polityk, samorządowiec, menedżer, poseł na Sejm V, VI, VIII, IX i X kadencji, prezydent Ostrowa Wielkopolskiego w latach 2010–2014, członek Krajowej Rady Sądownictwa.

## Życiorys
Z wykształcenia jest magistrem zarządzania, ukończył studia na Wydziale Zarządzania Uniwersytetu Warszawskiego. Ukończył też studia magisterskie z logiki na Wydziale Filozofii Katolickiego Uniwersytetu Lubelskiego. Po studiach pracował jako nauczyciel matematyki w szkołach średnich w Kaliszu i Ostrowie Wielkopolskim, a także jako menedżer w prywatnych przedsiębiorstwach. Do 1998 pełnił funkcję kierownika Urzędu Rejonowego w Ostrowie Wielkopolskim. Od 1998 do 2005 był radnym Ostrowa Wielkopolskiego, a w latach 1998–2002 jednocześnie członkiem zarządu miasta.
Należał kolejno do Ruchu Obywatelskiego Akcja Demokratyczna, Unii Demokratycznej, Unii Wolności oraz Stronnictwa Konserwatywno-Ludowego. W 2001 współtworzył struktury Platformy Obywatelskiej w województwie wielkopolskim. W wyborach w 2005 został z jej listy wybrany posłem V kadencji w kalisko-leszczyńskim okręgu wyborczym. W wyborach parlamentarnych w 2007 po raz drugi uzyskał mandat poselski, otrzymując 19 788 głosów. 6 listopada 2009 został powołany na członka sejmowej komisji śledczej ds. zbadania nielegalnych nacisków na kształt ustawy o grach i zakładach wzajemnych.
W drugiej turze wyborów samorządowych w 2010 został wybrany na urząd prezydenta Ostrowa Wielkopolskiego, w związku z czym wygasł jego mandat poselski (jego miejsce w Sejmie zajął Łukasz Borowiak). W 2014 nie uzyskał reelekcji, przegrywając w drugiej turze wyborów z Beatą Klimek.
W wyborach w 2015 ponownie został wybrany do Sejmu (uzyskał 14 218 głosów). W wyborach w 2019 i 2023 z powodzeniem ubiegał się o poselską reelekcję, kandydując z ramienia Koalicji Obywatelskiej i zdobywając odpowiednio 17 767 głosów oraz 50 724 głosy. W X kadencji Sejmu został przewodniczącym Komisji Regulaminowej, Spraw Poselskich i Immunitetowych. 28 czerwca 2024 Sejm wybrał go na członka Krajowej Rady Sądownictwa.

## Odznaczenia
W 2012 został odznaczony Srebrnym Krzyżem Zasługi.